# Pseudoexeirarthra

Pseudoexeirarthra (лат.) — род жуков-стафилинид из подсемейства Pselaphinae (Staphylinidae). 10 видов. Новая Зеландия.

## Описание
Мелкие жуки-стафилиниды. Длина тела от 1,8 до 2,8 мм. Основная окраска тела красновато-коричневая. От близкого рода Sagola отличается отсутствием передних и задних фронтальных ямок (frontal foveae), отсутствием промезококсальных ямок, наличием треугольных выступов вдоль переднего края абдоминальных тергитов IV—VI, а у самок стернит VIII покрыт псевдостернитом.

## Систематика
Включает 10 видов. Первый вид этого рода (Sagola spinifer Broun) был описан ещё в 1895 году крупным новозеландским колеоптерологом Томасом Броуном (Thomas Broun; 1838—1919), и сначала входил в состав сборного родового таксона Sagola Sharp, 1874, а затем выделен в отдельный таксон как Pseudoexeirarthra spinifer (Broun)
Pseudoexeirarthra был первоначально выделен в 2015 году американскими колеоптерологами Jong-Seok Park (Louisiana State University, Baton Rouge, США) и Кристофером Карлтоном (Christopher Carlton, Louisiana State Arthropod Museum, Батон-Руж, США) на основании новозеландского типового вида Sagola spinifer (Broun, 1910). Близок к роду Exeirarthra (Faronini).
- Pseudoexeirarthra sungmini Park & Carlton, 2015
- Pseudoexeirarthra kwangguki Park & Carlton, 2015
- Pseudoexeirarthra youngboki Park & Carlton, 2015
- Pseudoexeirarthra spinifer (Broun, 1895)typus
  - = Sagola spinifer Broun[5]
- Pseudoexeirarthra seiwoongi Park & Carlton, 2015
- Pseudoexeirarthra parkeri Park & Carlton, 2015
- Pseudoexeirarthra hlavaci Park & Carlton, 2015
- Pseudoexeirarthra nomurai Park & Carlton, 2015
- Pseudoexeirarthra colorata (Broun, 1914)[6]
- Pseudoexeirarthra puncticollis (Broun, 1911)[7]